# إيسكرا
إيسكرا (بالروسية: Искра)، (باللاتينية: Iskra) (بالعربية: إيسكرا)، قرية في مقاطعة تشوي، في قيرغيزستان. بلغ عدد سكان قرية إيسكرا حوالي 2،353 نسمة عام 2006، منهم 1،403 نسمة من الدونغان، و 875 نسمة من القرغيز، و 73 نسمة من قوميات أخرى. نشب صراع عرقي بين الدونغان والقرغيز في قرية إيسكرا وذلك في شباط / فبراير 2006، وأسفر عنه إصابة 6 أشخاص وتضرر العديد من المنازل.